# 하플로그룹 R1b (Y-DNA)

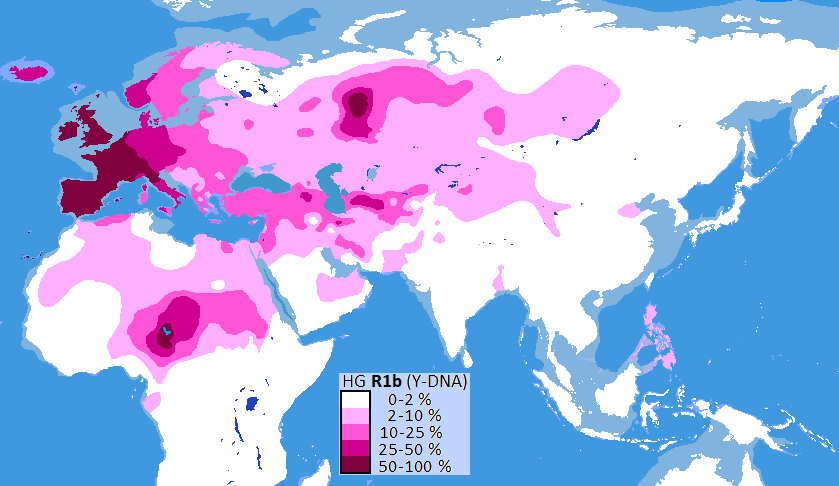
하플로그룹 R1b 분포도

하플로그룹 R1b (R-M343)는 인류 Y-DNA 하플로그룹의 일종으로, R1a와 함께 하플로그룹 R의 하위계통인 R1의 분기이다. 서아시아에서 유래되었을 것으로 추정된다. R1b1a의 가장 오래된 예가 약 14,000년 전에 해당되므로, R1의 발생이 약 18,500년 전으로 추정되는 것과 비교해보았을 때 R1b는 R1이 발생한지 얼마되지 않아 바로 분기되었을 것으로 추정된다.
하위 분기로 R1b1a (L754, PF6269, YSC0000022)와 R1b1b (PH155)가 있다.
유럽, 중앙아시아, 중동, 북아프리카 등에서 발견되는데, 특히 서유럽에서 가장 고빈도이며 이외에 러시아의 바시키르인과 차드계에게서 고빈도로 나타난다. 현대에는 유럽인의 대량 이주로 아메리카 전역과 오스트레일리아에서도 고빈도로 나타난다. R1a처럼 카스피해로부터 인도유럽어족과 연관되어 확장한 것으로 추정된다.